# Fredrik Lovén (skogsman)
Fredrik August Lovén, född 2 maj 1847 i Lund, död 24 november 1929 i Karlstad, var en svensk skogsman. Han var bror till Nils Eberhard Lovén och kusin till Otto Christian Lovén.
Lovén blev student vid Lunds universitet 1868, vistades nära ett år vid forstakademien i Eberswalde, Preussen, blev filosofie doktor i Lund 1874 och utexaminerades 1875 från Skogsinstitutet. Han tjänstgjorde sedan som ingenjör i Skogsstyrelsen och tillförordnad lektor i naturvetenskap vid Skogsinstitutet under en del av åren 1879–1884 samt var 1884–1908 skogschef vid Uddeholmsverken i Värmland. År 1910 blev han ledamot av Lantbruksakademien.
Lovén bedrev omfattande författarverksamhet såväl i skogs- och jakttidskrifter som i självständiga arbeten, av vilka kan nämnas Våra skogars lif och strid (1884), Tallens och granens tillväxt i Wermland samt dessa skogars ekonomiska mogenhetstid och behandling (1892; tysk översättning 1891) och Om våra barrskogar (1903). Fredrik Lovén är begravd på Norra Råda kyrkogård.